# Trois grands nobles

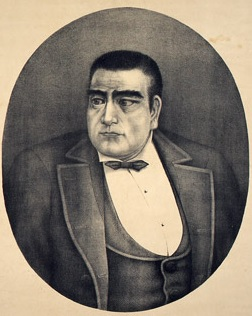
L'un des trois grands nobles, Saigō Takamori.

Les Trois grands nobles sont trois personnages ayant joué un rôle important lors de la restauration de Meiji. Ils sont appelés Ishin no Sanketsu (維新の三傑, Trois héros exceptionnel de la restauration) au Japon.
Il s'agit de :
- Ōkubo Toshimichi et
- Saigō Takamori  du domaine de Satsuma (han de Satsuma)
- Kido Takayoshi (également connu sous le nom Katsura Kogorō) du domaine de Chōshū (han de Chōshū)

Ils moururent l'un après l'autre entre 1877 (10 de l'ère Meiji) et 1878 (11 de l'ère Meiji).